# Chó Kintamani
Chó Kintamani hay còn gọi là Chó núi Bali là giống chó có nguồn gốc từ Indonesia và là giống chó bản địa của đảo Bali. Chúng là giống chó canh gác và giữ nhà.

## Tổng quan
Chúng hơi giống chó Spitz, có vóc hình trung bình và là giống chó tiêu biểu của hòn đảo này, được người dân trên đảo yêu thích. Kintamani là tên một ngôi làng nằm bên núi lửa Baturrs, ở độ cao 1500 m. Chúng có bộ lông dày, dài, với lớp lông dưới khá phát triển. Chúng giống chó Spitz Trung Quốc, kể cả cái bớt xanh ở lợi và lưỡi mà chó Chow Chow cũng có. Trên đảo Jawa kế bên cũng có giống chó tương tự, có tên Tegger nhưng đã tiệt chủng. Một dòng có liên quan được gọi là Dingo núi New Guinea hiện vẫn còn.
Kintamani là một giống chó độc lập. Người ta có thể ra lệnh cho chúng làm điều gì đó. Nhưng không phải lúc nào chúng cũng làm theo, mà chỉ làm những điều chúng thích. Tuy nhiên người dân ở đây vẫn rất thích chúng vì chúng gắn bó với họ, luôn bảo vệ tốt lãnh địa của mình và cảnh giác trước mọi người lạ. Chúng là giống chó canh gác tốt cả ban ngày lẫn ban đêm.